# Roberto Calai Marioni
Roberto Calai Marioni (Gualdo Tadino, 18 dicembre 1842 – Gualdo Tadino, 19 giugno 1920) è stato un vescovo cattolico e benefattore italiano.

## Biografia
Di nobile e facoltosa famiglia gualdese, Roberto Calai Marioni nacque a Gualdo Tadino il 18 dicembre 1842, terzogenito del nobiluomo Enrico, figlio del conte palatino Francesco Calai Marioni, e della nobildonna Adelaide Colini di Sigillo.
Compì a Perugia gli studi classici e filosofici.
Nel 1872 poté finalmente rispondere alla vocazione, venendo ordinato sacerdote, nonostante l'iniziale disaccordo del padre, il quale vedeva in Roberto, unico figlio maschio rimastogli dopo la prematura morte del primogenito Francesco, il continuatore del nobile cognome.
Negli anni del suo apostolato si prodigò in favore della propria città e dei propri concittadini con innumerevoli opere benefiche, sempre sostenuto dalla madre Adelaide, donna profondamente religiosa e terziaria francescana.
Le sue ingenti elargizioni furono determinanti per la ristrutturazione della collegiata di San Benedetto, poi cattedrale, di cui era canonico.
Nel 1878 acquistò e ristrutturò il convento dei cappuccini di Gualdo Tadino per permettervi il ritorno della famiglia Francescana.
In seguito, si adoperò molto per dotare la città di un oratorio salesiano, tenendo contatti diretti con don Bosco e, dopo la morte del santo, con don Michele Rua, suo successore. Finanziò interamente la costruzione dell'istituto salesiano, sempre attingendo dal proprio patrimonio familiare, e per la costruzione donò anche un terreno di sua proprietà. L'istituto salesiano San Roberto, portato a termine nel 1898, divenne ben presto un gioiello dell'istruzione scolastica gualdese, nonché l'ennesima e mirabile opera della munificenza di Monsignor Roberto Calai Marioni, la quale munificenza, tuttavia, raggiunse il culmine con la costruzione, interamente a sue spese, di un nuovo e moderno ospedale per la città di Gualdo Tadino, inaugurato il 7 agosto 1909 e a cui fu dato il suo nome a perpetua memoria della sua esemplare carità.
Fu instancabile nel soccorso dei più bisognosi, donando senza remora tutto quanto possedesse. Per oltre quarant'anni, inoltre, ricoprì la carica di consigliere comunale, mosso dall'amore che nutriva per la sua città.
Nel 1910 gli giunse la nomina di vescovo.
In punto di morte, dopo aver provveduto a tutti i suoi familiari, donò al vescovo diocesano Nicola Cola e all'arcidiacono Antonio Ribacchi tutti gli averi che ancora gli rimanevano, affinché la sua opera benefica continuasse anche dopo la sua morte.
Afflitto da tempo dalla malattia, si spense il 19 giugno 1920 all'età di 77 anni, lasciando in un clima di profondo cordoglio gli amati concittadini, a lui devotamente riconoscenti. Il comune proclamò il lutto cittadino.
È sepolto a Gualdo Tadino, presso il santuario della Madonna del Divino Amore dei frati cappuccini, nella cappella Calai.

## Ascendenza
|                          |               |                      | Genitori                 |  |  | Nonni |  |  | Bisnonni               |  |  | Trisnonni         |  |
|                          |               |                      |                          |  |  |       |  |  | Girolamo Calai Marioni |  |  | Marcantonio Calai |  |
|                          |               |                      |                          |  |  |       |  |  | Girolamo Calai Marioni |  |  | Marcantonio Calai |  |
|                          |               | Anna Marioni         |                          |  |  |       |  |  | Girolamo Calai Marioni |  |  |                   |  |
| Francesco Calai Marioni  |               |                      |                          |  |  |       |  |  | Girolamo Calai Marioni |  |  |                   |  |
|                          |               | Rosa Piergili        | Girolamo Piergili        |  |  |       |  |  |                        |  |  |                   |  |
|                          |               | Rosa Piergili        | Girolamo Piergili        |  |  |       |  |  |                        |  |  |                   |  |
|                          |               | Rosa Piergili        | Vittoria Antici          |  |  |       |  |  |                        |  |  |                   |  |
| Enrico Calai Marioni     |               | Rosa Piergili        |                          |  |  |       |  |  |                        |  |  |                   |  |
|                          |               | Francesco Rinalducci | Pietro Angelo Rinalducci |  |  |       |  |  |                        |  |  |                   |  |
|                          |               | Francesco Rinalducci | Pietro Angelo Rinalducci |  |  |       |  |  |                        |  |  |                   |  |
|                          |               | Francesco Rinalducci | ???                      |  |  |       |  |  |                        |  |  |                   |  |
| Maria Teodora Rinalducci |               | Francesco Rinalducci |                          |  |  |       |  |  |                        |  |  |                   |  |
|                          |               | Elisabetta Ronca     | Benedetto Ronca          |  |  |       |  |  |                        |  |  |                   |  |
|                          |               | Elisabetta Ronca     | Benedetto Ronca          |  |  |       |  |  |                        |  |  |                   |  |
|                          |               | Elisabetta Ronca     | Maria Antonia Amoni      |  |  |       |  |  |                        |  |  |                   |  |
| Roberto Calai Marioni    |               | Elisabetta Ronca     |                          |  |  |       |  |  |                        |  |  |                   |  |
|                          | Ubaldo Colini | Giuseppe Colini      |                          |  |  |       |  |  |                        |  |  |                   |  |
|                          | Ubaldo Colini | Giuseppe Colini      |                          |  |  |       |  |  |                        |  |  |                   |  |
|                          | Ubaldo Colini | ???                  |                          |  |  |       |  |  |                        |  |  |                   |  |
| Clemente Colini          | Ubaldo Colini |                      |                          |  |  |       |  |  |                        |  |  |                   |  |
|                          |               | ???                  | ???                      |  |  |       |  |  |                        |  |  |                   |  |
|                          |               | ???                  | ???                      |  |  |       |  |  |                        |  |  |                   |  |
|                          |               | ???                  | ???                      |  |  |       |  |  |                        |  |  |                   |  |
| Adelaide Colini          |               | ???                  |                          |  |  |       |  |  |                        |  |  |                   |  |
|                          |               | Gaetano Taddei       | Pietro Taddei            |  |  |       |  |  |                        |  |  |                   |  |
|                          |               | Gaetano Taddei       | Pietro Taddei            |  |  |       |  |  |                        |  |  |                   |  |
|                          |               | Gaetano Taddei       | Cesarea de Capite        |  |  |       |  |  |                        |  |  |                   |  |
| Angela Taddei Montini    |               | Gaetano Taddei       |                          |  |  |       |  |  |                        |  |  |                   |  |
|                          |               | Anna Maria Montini   | ???                      |  |  |       |  |  |                        |  |  |                   |  |
|                          |               | Anna Maria Montini   | ???                      |  |  |       |  |  |                        |  |  |                   |  |
|                          |               | Anna Maria Montini   | ???                      |  |  |       |  |  |                        |  |  |                   |  |
|                          |               | Anna Maria Montini   |                          |  |  |       |  |  |                        |  |  |                   |  |

## Genealogia episcopale
La genealogia episcopale è:
- Cardinale Scipione Rebiba
- Cardinale Giulio Antonio Santori
- Cardinale Girolamo Bernerio, O.P.
- Arcivescovo Galeazzo Sanvitale
- Cardinale Ludovico Ludovisi
- Cardinale Luigi Caetani
- Cardinale Ulderico Carpegna
- Cardinale Paluzzo Paluzzi Altieri degli Albertoni
- Papa Benedetto XIII
- Papa Benedetto XIV
- Cardinale Enrico Enriquez
- Arcivescovo Manuel Quintano Bonifaz
- Cardinale Buenaventura Córdoba Espinosa de la Cerda
- Cardinale Giuseppe Maria Doria Pamphilj
- Papa Pio VIII
- Papa Pio IX
- Cardinale Alessandro Franchi
- Cardinale Giovanni Simeoni
- Cardinale Vincenzo Vannutelli
- Vescovo Roberto Calai Marioni[2]